# Romeo Musa
Romeo Musa (Bedonia, 5 maggio 1882 – Milano, 3 marzo 1960) è stato un artista xilografo italiano.
È considerato tra i più importanti xilografi del XX secolo.

## Biografia
Romeo Musa nacque nel 1882 a Calice, una frazione di Bedonia, sull'Appennino parmense, da Giovanni Musa e Gilda Antoniotti (che fu anche la sua maestra). La madre gli trasmise la passione per l'arte e, in seguito, studiò all'Accademia di belle arti di Parma, dove ebbe come insegnante il pittore Cecrope Barilli. Successivamente, a Firenze fu allievo di Adolfo De Carolis nel cui studio collaborò all'allestimento della tragedia Francesca da Rimini di Gabriele D'Annunzio. Dal 1903 al 1905 Musa fu militare nell'Eritrea italiana in qualità di disegnatore, dove eseguì lavori di decorazione nel Palazzo del Governatore di Asmara e nella cappella votiva di Dogali. Nel 1905 tornò a Firenze per fare il corso superiore di figura e scuola libera del nudo. Prese poi l'abilitazione all'insegnamento di disegno nelle scuole tecniche normali. Dal 1907 iniziarono i vari trasferimenti per l'insegnamento: Scuola tecnica di Mosso Santa Maria (nell'allora provincia di Vercelli), Scuola serale d'Arte e Mestieri di Grignasco (Novara), Scuola tecnica di Tolmezzo (Udine), Scuola Normale di Nuoro. La vita errante gli permise di toccare con mano il regionalismo, il pittoresco e il folklore: tutti elementi che caratterizzavano il verismo. In Sardegna ritrasse gli usi e i costumi della Barbagia per illustrare un romanzo incompiuto di Grazia Deledda.
Dal 1915 al 1918, Musa venne chiamato sullo scenario della Prima guerra mondiale come disegnatore in zona operazioni, ponendosi il problema della validità o meno dell'intervento bellico e con esito non molto favorevole. Lo xilografo passò dallo Stile Liberty al preraffaelismo per individuare una linea di aderenza essenziale alla visione, senza concedere nulla al descrittivismo; utilizzò luci ed ombre in maniera scarna e rude, avvicinandosi al chiaroscuro. Musa usò sapientemente una grafica rude per analizzare le case e i paesi nei territori di guerra, nelle zone di confine con l'Impero austro-ungarico, dove nasceva il rapporto tra la cultura slava e quella austriaca. 
Nel 1919 venne assegnato alla Scuola normale di Forlimpopoli, in Romagna, dove eseguì le decorazioni nella chiesa di San Pietro. In Romagna assunse un tono cupo e forme assottigliate passando da uno stile sublime a uno più intimo e profondo, più aderente alla nuova realtà umana e sociale. Il ritmo spezzato favoriva quella maggiore aderenza alla realtà. 
In seguito alla riforma Gentile del 1923, Musa venne trasferito a Campobasso, negli allora Abruzzi e Molise, dove eseguì grandi lavori di affresco nella Cattedrale di Campobasso e in quella di Boiano. Lo xilografo visse nel Molise circa una decina d'anni, dove insegnò all'Istituto magistrale di Campobasso e produsse una serie di opere che arricchirono il panorama artistico della regione: ritrasse castelli, paesaggi, paesi, tanto che alcune recensioni su di lui ne parlarono come "artista molisano". Essendo già molto legato al suo Appennino di origine, aveva un grande legame con la cultura contadina delle aree montane interne, spesso considerate arretrate dalla società contemporanea. 
Nel 1933, Musa venne trasferito definitivamente a Milano, presso l'Istituto magistrale "Maltoni Mussolini" che divenne poi "Gaetana Agnesi", dove si avvicinò alla letteratura per ragazzi, collaborando con riviste scolastiche. Nel 1935 uscì col titolo italiano Il bosco selvaggio di Kenneth Grahame, avventure di animali tradotte da Agostina Bonuzzi e illustrate da Musa con 260 xilografie, che segnò una sintesi tra favola scritta e favola disegnata per l'artista. 
Negli anni 1938-1945 affrescò alcune chiese delle sue zone d'origine: Codogno di Albareto, Bedonia, Allegrezze, Borgo Val di Taro. Si dedicò ad ogni sorta di pittura: a olio, all’acquerello, a fresco, ed eseguì anche acqueforti e miniature. Lavorò anche col mondo della pubblicità. Scrisse e illustrò con xilografie il romanzo-favola La luna sul salice, pubblicato sulla rivista La nostra penna tra il 1953 e il 1954, continuando ad affrescare nel frattempo le chiese e le cappelle dell'Alta Val Taro e pubblicando nel 1955 una raccolta illustrata di poesie in dialetto valtarese. Musa era un cultore della leggenda e della tradizione orale contadina, sotto l'incalzare della civiltà moderna. Una delle sue opere incompiute erano le xilografie dei personaggi manzoniani ritratti sotto forma di animali. Morì a Milano il 3 marzo 1960, all'età di 77 anni. 
Nel 1982, per il centenario della sua nascita gli è stato dedicato a Bedonia un museo-archivio per raccogliere le sue opere d'arte. 